# Four Days (film 1999)
Four Days è un film del 1999 diretto da Curtis Wehrfritz.